# Reliéf Běloruska
Reliéf Běloruska je celkově rovinatý s výškou od 80 do 345 metrů nad úrovní Baltského moře.

## Geomorfologické členění

| А. Podzóna smíšených lesů I. Bělorusko-Valdajské provincie а. Okruh Běloruského pojezeří 1. Neščardaŭská vysočina 2. Polacká nížina 3. Svjancjanská pahorkatina 4. Ušacko-Ljepějská vysočina 5. Čašnická rovina 6. Haradocká vysočina 7. Vitebská vysočina 8. Suražská nížina 9. Lučoská nížina 10. Věrchněbjarezinská nížina 11. Naračano-Vilejská nížina б. Okruh Běloruské pahorkatiny 12. Ašmjanská vysočina 13. Minská vysočina 14. Aršanská vysočina II. Provincie Východního Pobaltí 15. Latgalská vysočina 16. Braslaŭská pahorkatina |  | III. Západo-běloruská provincie 17. Lidská rovina 18. Středoněmanská nížina 19. Věrchněněmanská nížina 20. Jihozápadní větev Běloruské pahorkatiny 21. Kopylský val a příhraniční roviny 22. Baranavická rovina 23. Prybužanská rovina IV. Východo-běloruská provincie 24. Horacko-Mscislaŭská vysočina 25. Aršanko-Mohylevská rovina V. Předpolesská provincie 26. Centralnabjarezinská rovina 27. Čačorská rovina Б. Podzóna listnatých lesů VI. Polesská provincie 28. Brestské Polesí 29. Zaharoddzje 30. Pripjaťské Polesí 31. Homelské Polesí 32. Mazyrské Polesí |